# Mugilogobius rambaiae
Mugilogobius rambaiae är en fiskart som först beskrevs av Smith, 1945.  Mugilogobius rambaiae ingår i släktet Mugilogobius och familjen smörbultsfiskar. IUCN kategoriserar arten globalt som livskraftig. Inga underarter finns listade i Catalogue of Life.